# Korenizacija

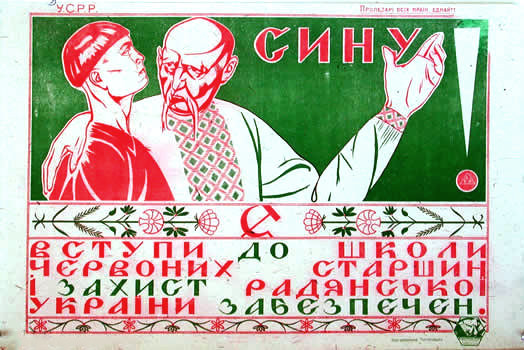
L'ucrainizzazione consisteva nell'implementazione della korenizacija nella Repubblica Socialista Sovietica Ucraina. Questo manifesto del 1921 recita: "Figlio! Arruolati nella scuola dei Comandanti rossi, e la difesa dell'Ucraina sovietica verrà garantita." Il manifesto utilizza la tradizionale iconografia e scrittura ucraina. La Scuola dei comandanti rossi di Charkiv promuoveva le carriere delle persone di nazionalità ucraina nell'esercito.

La korenizacija (in russo коренизация?, in ucraino коренізація?, lett. "indigenizzazione") è stata una linea politica attuata dal governo dell'Unione Sovietica tra gli anni venti e trenta volta a favorire le nazioni titolari nei governi delle loro repubbliche sovietiche nonché a limitare l'influenza politica e culturale russa.
Tale politica favorì l'ascesa di rappresentanti locali in ruoli di leadership nelle repubbliche, istituì nuove autonomie nazionali-territoriali, introdusse le lingue minoritarie in ambito lavorativo ed educativo, e sostenne la pubblicazione di opere culturali nelle lingue locali. La de-russificazione fu applicata anche in territori con minoranze russofone come nella RSS Ucraina.

## Contesto
La politica delle nazionalità venne formulata dal partito bolscevico nel 1913, quattro anni prima dell'ascesa al potere in Russia. Lenin inviò Iosif Stalin (lui stesso georgiano e membro di una minoranza etnica) a Vienna, città multietnica per via del suo status di capitale dell'Impero austro-ungarico. Stalin elaborò quindi la propria analisi nel pamphlet Il marxismo e la questione nazionale.
Dopo la rivoluzione d'ottobre e l'instaurazione del regime bolscevico, nei territori nazionali periferici divenne evidente una situazione di fragilità del potere sovietico e la diffidenza nonché la maggiore autocoscienza nazionale della popolazione non russa ereditate dal periodo pre-rivoluzionario. Il 15 novembre 1917, il Consiglio dei commissari del popolo della RSFS Russa approvò la Dichiarazione dei diritti dei popoli russi, garantendo ai popoli della Russia l'uguaglianza e la sovranità, il diritto all'autodeterminazione fino alla secessione e alla creazione di uno Stato indipendente, l'abolizione di tutti i privilegi e le restrizioni nazionali e religiose, il libero sviluppo delle minoranze nazionali e dei gruppi etnografici del territorio russo.
L'ideologia della "korenizzazione" fu ulteriormente sviluppata nelle opere dei leader del Partito e del Soviet. Nel 1920, il commissario del popolo per le nazionalità Stalin propose nel suo articolo La politica delle autorità sovietiche sulla questione nazionale in Russia di introdurre la lingua nativa nelle scuole, nei tribunali, e nelle amministrazioni locali. Al X Congresso del Partito Comunista Russo (bolscevico) del 1921, Stalin affermò:
(Iosif Stalin, Discorso finale sulla relazione sui prossimi compiti del Partito e sulla questione nazionale al X Congresso del PCR(b), 10 marzo 1921')
Uno degli scopi della korenizzazione era quello di rafforzare il potere bolscevico a livello locale. La piccola percentuale di quadri nazionali (non russi) negli organi di partito e di governo della maggior parte delle repubbliche sovietiche e autonome preoccupava la leadership centrale, poiché indeboliva significativamente l'autorità e l'attrattiva delle autorità agli occhi della popolazione locale. Molti funzionari del Partito e del Soviet non conoscevano la lingua della popolazione locale e del periodo pre-rivoluzionario erano rimaste poche persone di nazionalità locale con un'istruzione sufficiente a ricoprire posizioni dirigenziali, soprattutto nelle repubbliche dell'Asia centrale. Anche in Ucraina la carenza di personale fu così significativa che venne riconosciuta persino dall'etmano anti-bolscevico Pavlo Skoropads'kyj che nel 1918 cercò di perseguire una politica di ucrainizzazione. Inoltre, una parte dell'intelligencija nazionale era emigrata con l'arrivo dei bolscevichi, e all'inizio degli anni venti i rappresentanti delle minoranze nazionali costituivano solo una piccola parte degli organi di partito delle repubbliche sovietiche. Ad esempio, nel 1922, l'etnia ucraina rappresentava solo il 23% dei membri del Partito Comunista (bolscevico) dell'Ucraina e solo l'11% parlava correntemente l'ucraino.

## Attuazione
Nel 1923 iniziò a essere applicata la politica della korenizacija, portando così all'utilizzo della lingua nativa nelle scuole e nelle amministrazioni locali delle repubbliche, oltre alla promozione di cittadini non russi a posizioni di potere. Furono istituiti inoltre dei nacsoviety (нацсоветы, "Soviet nazionali") nei nacraiony (нацраионы, "rajon delle nazionalità") in base alla composizione etnica delle suddivisioni amministrative. Per esempio, in Ucraina verso la fine degli anni venti vi erano anche nacsoviety per Russi ed Estoni.
Questa politica, concepita per limitare gli effetti di decenni di russificazione e promozione dell'identità russa durante il periodo imperiale, provocò tuttavia ostilità tra alcuni Russi e Russificati nelle repubbliche non russe. Negli anni venti, vi era ancora diffidenza nei confronti dei Russi e di altre nazionalità a loro favore, oltre a conflitti e rivalità tra le altre nazionalità.
Nel 1923 al XII Congresso del Partito Comunista Russo (bolscevico), Stalin identificò due minacce al successo della "politica delle nazionalità": lo sciovinismo della Grande Russia e il nazionalismo locale. Tuttavia, descrisse il primo come il pericolo più grande:
Nella metà degli anni trenta, la percentuale dei membri locali all'interno del partito e del governo era cresciuta considerevolmente.
Il periodo iniziale della korenizacija andò di pari passo con lo sviluppo delle unità amministrative nazional-territoriali e delle culture nazionali, in particolare nell'ambito linguistico ed educativo.
Nelle aree abitate da minoranze nazionali furono stabilite le quote percentuali della loro rappresentanza e le traduzioni degli atti amministrativi nelle lingue locali. Il 22 novembre 1923, il Comitato Esecutivo Centrale della RSSA Kirghiza adottò un decreto che prevedeva la traduzione, nel periodo da gennaio a luglio 1924, di tutti i documenti ufficiali nella lingua kazaka. La II sessione del CEC della RSSA Kirghisa richiese la completa korenizzazione nelle aree con popolazione kazaka e al 50% nelle aree con composizione etnica mista della popolazione. Nel 1936 i kazaki costituivano il 67% del Comitato esecutivo centrale della RSS Kazaka, il 64% della leadership dei commissari repubblicani del popolo, il 53% degli alti funzionari dei comitati esecutivi, il 56% dei presidenti dei comitati esecutivi regionali, il 69% dei comitati esecutivi distrettuali, il 65% dei presidenti dei soviet comunali. Il 1º gennaio 1937 i Kazaki costituivano il 46,8% dei membri del Partito Comunista del Kazakistan.

### Derussificazione
In alcune aree, la korenizzazione fu accompagnata dalla restituzione alle popolazioni locali delle terre sequestrate dai coloni russofoni e dalla limitazione dell'immigrazione dalla RSFSR. Nel 1920-1921, le autorità bolsceviche adottarono una serie di misure per limitare il reinsediamento dei residenti russofoni nel Kazakistan e per restituire ai Kazaki alcune delle terre confiscate. La risoluzione del Sovnarkom della RSSA del Kirghizistan dell'8 novembre 1920 proibì il reinsediamento non autorizzato dei contadini. Quando all'inizio degli anni venti i Kazaki di ritorno dalla Cina (dove si erano rifugiati dopo la repressione dell'insurrezione di Semireč'e del 1916) scoprirono che la popolazione russofona si era insediata sulle terre che avevano lasciato. Le autorità della RSSA Kazaka sfrattarono quindi i russofoni e trasferirono le terre e gli edifici ai Kazaki. In totale, 120 villaggi russi e ucraini, 32 fattorie e 95 zaimki furono confiscati e 6 466 famiglie vennero state sfrattate. Nella seconda metà degli anni venti, la confisca delle terre ai coloni di lingua russa in Kazakistan divenne massiccia e fu accompagnata dal loro trasferimento. Le statistiche ufficiali del 1929 riportano che la popolazione russa e ucraina del Kazakistan sovietico era diminuita di 700 000 unità. Questa politica non durò a lungo: l'8 febbraio 1927, il Presidium del Comitato esecutivo centrale della RSFSR diede pari diritti di utilizzo della terra alla popolazione di lingua kazaka e russa. Nel febbraio del 1929 fu abolito il divieto di reinsediamento in Kazakistan dei contadini provenienti dalla parte europea dell'URSS.
Nella RSSA dei Buriati-Mongoli, la korenizzazione fu avviata nel 1924 da una commissione creata appositamente. Tuttavia, a causa della mancanza di lavoratori qualificati tra il personale locale, il piano fallì quasi subito e nel 1926 dovette essere sviluppato nuovamente. Il piano triennale del 1926 doveva essere attuato nel 1927-1929 e portare la rappresentanza dei Buriati nelle istituzioni repubblicane al 37,7%, mentre negli aimag, nei soviet di base e nelle cooperative i Buriati dovevano essere il 33%. Nel 1936, i Buriati costituivano il 32,7% dei dipendenti delle organizzazioni e delle istituzioni locali.
Nella RSSA Tatara, l'introduzione della lingua tatara nelle amministrazioni d'ufficio iniziò formalmente il 25 giugno 1921 con il decreto del Comitato esecutivo centrale tataro e del Consiglio dei commissari del popolo della RSSA Tatara. Si prevedeva di tradurre entro il 1930 i documenti principali in lingua tatara nelle istituzioni e nelle imprese situate nelle aree a maggioranza tatara. Furono introdotti nuovi decreti per agevolare la transizione al tataro ma tra il 1926 e il 1928 non furono più stanziati i fondi. Il compito di tradurre in tataro il lavoro d'ufficio non fu mai portato a termine.
Nella RSSA di Crimea, il 10 febbraio 1922, fu adottato un decreto sul coinvolgimento della popolazione tatara nell'apparato statale e sull'uso diffuso della lingua tatara di Crimea. All'interno del Comitato esecutivo centrale della RSSA, fu istituita una commissione per la tatarizzazione del Soviet, dell'apparato cooperativo e delle organizzazioni pubbliche. Nel 1930, la percentuale di tatari di Crimea tra i comunisti della RSSA raggiunse il 10,3%. Nel 1939, i tatari di Crimea costituivano il 21,6% dei membri del partito locale. Nel 1927, costituivano il 26,8% dei funzionari negli apparati del CEC di Crimea, del Sovnarkom, dei soviet comunali e dei villaggi. All'epoca, 167 Soviet dei villaggi su 404 erano tatari. Il 25 luglio 1929, il Sovnarkom della RSSA di Crimea adottò un decreto sulla traduzione in lingua tatara dei documenti nelle istituzioni statali e nelle organizzazioni pubbliche, nei distretti, nelle città e nei Soviet dei villaggi a maggioranza indigena e negli anni trenta furono creati 6 distretti nazionali tatari di Crimea. Nel 1932, i tartari di Crimea costituivano il 50,4% del Comitato esecutivo centrale della RSSA di Crimea.

### Istruzione e stampa
Nell'ambito dell'istruzione la korenizzazione portò alla creazione di un sistema educativo multietnico. Per molte delle piccole nazionalità nella RSFS Russa, fu istituito un Comitato per l'assistenza alle popolazioni nelle terre di confine settentrionali per aiutare nel processo di alfabetizzazione, consentire l'insegnamento delle lingue locali e modernizzare la popolazione. Nella RSS Ucraina, il programma di ucrainizzazione portò ad una profonda spinta all'insegnamento dell'ucraino nelle scuole, ma allo stesso tempo furono istituite scuole che insegnavano in 21 lingue diverse tra cui, oltre alle lingue dell'URSS, anche l'ebraico, il bulgaro, il tedesco, il ceco, il greco e lo svedese. Tuttavia, molte scuole avevano carenze di personale, alcuni dei loro alunni avevano una scarsa conoscenza del russo e della lingua insegnata, e le forniture e i sussidi didattici erano scarsi. Il sistema educativo multietnico crebbe rapidamente negli anni trenta.
La politica della korenizacija fu applicata attivamente anche nella stampa e nell'editoria. Nel 1936, il 62% di tutte le riviste della RSS ucraina erano pubblicate in ucraino. In una nota di Lev Mechlis al Comitato Centrale del PCU(b) del 30 ottobre 1937, si affermò che nella RSS ucraina veniva pubblicato soltanto un giornale in lingua russa, Socialističeskij Donbass (Социалистический Донбасс), mentre nelle altre oblasti non vi erano pubblicazioni rilevanti in russo.

### Reazione del Partito
Nel 1930, Stalin proclamò al XVI Congresso del Partito Comunista di tutta l'Unione (bolscevico) che la costruzione del socialismo stava attraversando un momento di fioritura delle culture nazionali. L'obiettivo finale sarebbe stata la fusione in un'unica cultura internazionale con una lingua comune. Tuttavia, quello del primo piano quinquennale (1928-1931) fu un periodo di radicalismo, utopismo e violenza: il patrimonio culturale russo fu messo sotto attacco, le chiese vennero chiuse, i vecchi specialisti furono dimessi e l'arte e la scienza furono "proletarizzate".
Le tattiche dei bolscevichi nel loro sforzo di neutralizzare le aspirazioni nazionaliste portarono a dei risultati politici agli inizi degli anni trenta. La vecchia struttura dell'Impero russo era stata distrutta e sostituita da una nuova gerarchia federale basata sui principi delle nazionalità, con l'impiego della loro lingua nelle scuole e nelle amministrazioni locali. La transizione avrebbe dovuto essere effettiva senza portare a un nuovo Impero russo centralizzato e sotto le mentite spoglie sovietiche.
Il XVII Congresso del 1934 proclamò che la costruzione delle basi materiali per una società socialista aveva avuto successo. L'Unione Sovietica divenne per la prima volta ufficialmente una società socialista nel 1936 con l'adozione della nuova costituzione, che sanciva l'unione su base volontaria di molte nazioni socialiste. Secondo la nuova costituzione, vi erano 11 repubbliche socialiste, 22 repubbliche autonome, 9 regioni autonome e 9 territori nazionali. Allo stesso tempo, l'amministrazione era fortemente centralizzate e tutte le repubbliche erano al servizio di un comune stato socialista.

## Fine della korenizzazione

### Purghe dei quadri nazionali
Tra il 1933 e il 1938, la korenizacija non fu completamente abbandonata ma furono avviate purghe all'interno delle leadership delle repubbliche e dei territori nazionali dell'Unione Sovietica. L'attacco a coloro che non erano di origine russa fu attribuito al presunto coinvolgimento nell'incitamento a conflitti etnici e nell'oppressione dei Russi e di altre minoranze all'interno delle repubbliche.
Nel corso del 1937, venne dichiarato che le élite locali erano diventate agenti con l'obiettivo di provocare lo scioglimento dell'URSS e di favorire il ritorno al capitalismo. Ciò portò a massicce epurazioni delle leadership nazionali nelle repubbliche e nelle autonomie, nell'ambito di un'ampia campagna di repressione.

### Ripresa della russificazione
A meta degli anni trenta, con le purghe in alcune aree locali, la korenizacija ebbe una nuova svolta e verso la fine del decennio la promozione delle lingue locali cominciò ad essere controbilanciata da una più grande russificazione, sebbene non evidenziasse alcun tentativo di assimilare le minoranze.
Inoltre, la leadership sovietica paese ridusse il numero di nazionalità ufficialmente riconosciute nella lista ufficiale nel censimento del 1939, se comparata a quella del 1926. Ciò fu un cambiamento formale che non influenzò sostanzialmente le identità etniche o nazionali. La lista fu successivamente ampliata nel censimento del 1959, senza però lo stesso dettaglio del censimento del 1926.
Lo sviluppo delle "scuole nazionali" (in russo национальные школы?, nacional'nye školy), nelle quali le lingue delle minoranze costituivano il principale mezzo per l'istruzione, non venne interrotto e continuò il processo di alfabetizzazione ed educazione nelle lingue madri, ma a partire dal 1938 divenne obbligatorio l'insegnamento del russo in tutte le scuole sovietiche. Il termine korenizacija cadde in disuso nella seconda metà degli anni trenta, venendo sostituito da espressioni come "selezione e piazzamento dei gruppi nazionali" (in russo подбор и расстановка национальных кадров?, podbor i rasstanovka nacional’nych kadrov).
Dal 1937 la stampa centrale iniziò ad esaltare la lingua e la cultura russa. Furono organizzate campagne di massa per denunciare i "nemici del popolo", compresi i "borghesi nazionalisti" accusati di aver sfavorito la lingua russa.
Il nazionalismo russo pre-rivoluzionario venne riabilitato: molti eroi della storia russa furono glorificati e il popolo russo divenne il "fratello maggiore" della "famiglia socialista delle nazioni". Il nuovo patriottismo socialista sovietico venne promosso come l'espressione della volontà di combattere per la patria socialista.
In generale, il processo di russificazione culturale e linguistica rifletteva la più ampia centralizzazione imposta dal regime di Stalin. L'alfabeto cirillico fu introdotto per molte lingue sovietiche, comprese quelle dell'Asia centrale che, verso la fine degli anni venti, avevano abbandonato l'alfabeto arabo a favore di quello latino. L'armeno e il georgiano mantennero i propri sistemi di scrittura.
Per le lingue prive di un sistema di scrittura, principalmente appartenenti alle minoranze della RSFS Russa, venne inizialmente assegnato l'alfabeto latino, per poi essere successivamente sostituito dal cirillico. Altre lingue come quelle della RSS Azera e nella Ciscaucasia, adottarono inizialmente l'alfabeto latino al posto di quello arabo, prima di passare all'alfabeto cirillico. Pertanto, la transizione all'alfabeto cirillico fu ritardata per la maggior parte delle nazionalità non russe fino alla fine degli anni trenta, e l'implementazione completa richiese molto tempo.